# Tibialis anterior
M. tibialis anterior eller främre skenbensmuskeln är en muskel som sitter på framsidan av smalbenet. Dess huvudsakliga uppgift är att vinkla foten uppåt, i olika sammanhang. Funktion: Dorsal flexion och supination av fotled Dess antagonister är två mycket starka muskler, nämligen gastrocnemius och soleus. I vardagen så har denna muskel ett antal oanvända muskler som synergister – dessa styr tårna i deras olika rörelser. Men dessa muskler är normalt mycket underutvecklade.
Tibialis anterior hjälper till med aktiviteterna att gå, springa, vandra, sparka en boll eller någon annan aktivitet som kräver att benet flyttas eller att benet hålls vertikalt. Den fungerar för att stabilisera fotleden när foten träffar marken under kontaktfasen av gång (excentrisk kontraktion) och verkar senare för att dra foten bort från marken under svängfasen (koncentrisk kontraktion). Den fungerar också för att "låsa" fotleden, som när du sparkar en boll med tån, när den hålls i en isometrisk sammandragning.
Ett vanligt fenomen, då man exempelvis går in ett par nya kängor eller stövlar, är att man dagen efter känner smärta på framsidan av smalbenet. Den vanligaste förklaringen är det som kallas benhinneinflammation, men oftast är det bara träningsvärk i främre skenbensmuskeln.

## Styrketräning
Att isolera och träna denna muskel är viktigt för att stabilisera knät och tillsammans med övriga muskler stabiliseras löparsteget.  Det är överhuvudtaget ganska ovanligt att man tränar denna muskel. En övning som kan utföras i träningsmaskin som man normalt utför stående vadpress i, men som man utför bakvänt och blir då hälhäv. En annan övning är att stå 15-30 cm från en vägg med höft och rygg lutandes mot en vägg. Lyft därefter tårna mot tak stående på hälarna, med raka ben, för att på så sätt försöka glida upp och ner längs väggen.